# جاودانگی (بازی ویدئویی)
جاودانگی (Immortality) یک بازی ویدیویی تعاملی به سبک فیلم‌محور است که توسط «سم بارلو» ساخته شده و شرکت «هَف مرمِید پروداکشنز» آن را منتشر کرده است. این بازی در آگوست ۲۰۲۲ برای ویندوز و ایکس‌باکس سری X/S عرضه شد. نسخه‌های اندروید و iOS نیز از طریق اپلیکیشن نتفلیکس در نوامبر ۲۰۲۲ منتشر شدند. نسخه‌ای برای macOS نیز در دست توسعه است.

### گیم‌پلی
این بازی بر پایه‌ی شخصیت خیالی «مریسا مارسل» (با بازی «مانون گیج») ساخته شده که یک مدل تبدیل‌شده به بازیگر است و در سه فیلم در سال‌های ۱۹۶۸، ۱۹۷۰ و ۱۹۹۹ بازی کرده، اما هیچ‌کدام از آن‌ها هرگز منتشر نشده‌اند. از آن زمان، مریسا ناپدید شده و بازیکن باید راز این ناپدید شدن را کشف کند. مشابه بازی‌های قبلی بارلو مثل Her Story و Telling Lies، در این بازی نیز از ویدیوهای تماماً واقعی استفاده شده تا بازیکن با کنار هم قرار دادن قطعات ویدئویی، سرنوشت مریسا را کشف کند. بازیکن با یک کلیپ از یکی از سه فیلم شروع می‌کند و می‌تواند ویدیو را متوقف کرده و روی یک فرد یا شیء کلیک کند. سپس بازی کلیپ‌های مرتبط دیگر (از جمله صحنه‌های پشت‌صحنه، مصاحبه‌های تلویزیونی و غیره) را نشان می‌دهد که بازیکن می‌تواند آن‌ها را بررسی کند و به سرنخ‌های جدید برسد.

### داستان
بخش زیادی از داستان از طریق ویدیوهای مخفی آشکار می‌شود که بازیکن با دستکاری کلیپ‌های فیلم‌ها، مصاحبه‌ها و... به آن‌ها دست پیدا می‌کند؛ بنابراین روایت داستان غیرخطی و شکسته است. این خلاصه‌ داستان را به صورت زمانی (خطی) بیان می‌کند.
دو موجود جاودانه، که با نام‌های «یکی» (The One) و «دیگری» (The Other One) شناخته می‌شوند، پیش از پیدایش بشر وجود داشته‌اند و می‌توانند با گرفتن شکل انسان‌ها زندگی ابدی داشته باشند. این کار باعث پایان زندگی آن انسان می‌شود، گرچه ویژگی‌های شخصیتی و خاطرات آن انسان با ویژگی‌ها و خاطرات این موجودات ترکیب می‌شود. تعداد این موجودات از زمان آغاز تمدن انسانی کم شده است. آن‌ها می‌توانند پس از کشته شدن بازسازی شوند، گرچه برخی روش‌ها (مانند سوزاندن) ممکن است باعث مرگ دائمی شوند، اما پایان داستان حتی این موضوع را نیز زیر سؤال می‌برد.
«یکی» و «دیگری» به نظر یک جفت هستند، اگرچه رابطه‌ آن‌ها هیچ‌وقت دقیق تعریف نمی‌شود. «یکی» شیفته‌ انسان‌هاست، به‌ویژه میل آن‌ها به روابط جنسی، خشونت و هنر. «دیگری» دیدگاه بی‌تفاوتی نسبت به انسان دارد و آن‌ها را نسخه‌ای ضعیف از موجودات جاودانه می‌داند، و باور دارد که انسان‌ها و جاودانه‌ها باید از هم جدا زندگی کنند. با این حال، برای رضایت «یکی» در کاوش در دنیای انسان‌ها، همراهی‌اش می‌کند.
«یکی» به شکل «مریسا مارسل» در می‌آید، دختری فرانسوی که ظاهراً در جنگ جهانی دوم توسط سربازان آلمانی به شدت مجروح شده و «یکی» او را از روی دلسوزی جذب کرده است. در سال ۱۹۶۸، او در فیلمی به نام Ambrosio که اقتباسی از رمان گوتیک The Monk اثر متیو لوئیس است، نقش می‌گیرد. او در حین فیلم‌برداری با فیلمبردار، «جان دوریک»، وارد رابطه می‌شود. اما کارگردان فیلم، «آرتور فیشر»، نگاتیوها را می‌دزدد و باعث می‌شود فیلم هرگز منتشر نشود.
دو سال بعد، «جان» فیلمی به نام Minsky را کارگردانی می‌کند که داستانی کارآگاهی در دنیای هنر آوانگارد نیویورک است. او «مریسا» را در نقش اصلی انتخاب می‌کند و مریسا نیز در فرآیند خلاقانه فیلم نقش دارد. «دیگری» نیز با نام «کارل گودمن» وارد گروه بازیگری می‌شود. رابطه‌ی مریسا و جان به مرور خراب می‌شود، شاید به خاطر اینکه کارل نیز با جان رابطه برقرار می‌کند. در یکی از صحنه‌ها، مریسا با یک اسلحه‌ صحنه‌ای، کارل را از فاصله نزدیک می‌کشد. برای دیگران این یک حادثه‌ تراژیک است، اما در واقع، «یکی» عمداً «دیگری» را می‌کشد. مرگ کارل باعث توقف فیلمبرداری و لغو پخش فیلم می‌شود. مریسا حقیقت وجودی خود و کارل را برای جان فاش می‌کند و می‌گوید که او را کشته است. جان از شنیدن این موضوع وحشت می‌کند، و این موضوع «یکی» را ناامید می‌کند. او جان را می‌کشد و شکل او را به خود می‌گیرد و ظاهر مریسا را کنار می‌گذارد. در افکار عمومی، مریسا به عنوان فردی منزوی شناخته می‌شود.
حدود ۳۰ سال بعد، «فیشر» نگاتیوهای فیلم Ambrosio را به «جان» می‌دهد تا از پشیمانی‌هایش رها شود. این خاطره‌بازی باعث می‌شود «یکی» دوباره یاد مریسا بیفتد و هم‌زمان شکل او و جان را بگیرد، و عملاً در دو بدن زندگی کند. در همین حال، بازیگری به نام «امی آرچر» ویدیو مرگ کارل را تماشا می‌کند و همین امر به «دیگری» اجازه می‌دهد شکل او را بگیرد. «جان»، «مریسا» و «امی» شروع به ساخت فیلم جدیدی به نام Two of Everything می‌کنند، فیلمی درام درباره یک خواننده مشهور به نام ماریا که به بدلش، «هدر»، اجازه می‌دهد جای او را بگیرد تا خودش مدتی از زندگی هنری فاصله بگیرد. جان کارگردانی می‌کند، مریسا نقش هر دو شخصیت (ماریا و هدر) را بازی می‌کند، و امی نقش شخصیت منفی‌ای را بازی می‌کند که هدر را به‌اشتباه به‌جای ماریا می‌کشد.
در طول فیلمبرداری، رفتار مریسا و جان عجیب می‌شود: مریسا گاهی بی‌هوش می‌شود و دچار خونریزی بینی می‌گردد، و هر دو گاهی از خستگی فرو می‌ریزند. غیبت‌های مکرر جان نیز نشان می‌دهد که «یکی» نمی‌تواند هر دو شکل را هم‌زمان حفظ کند. در چند کلیپ، امی از مریسا می‌خواهد استراحت کند، اما او نادیده می‌گیرد. در یکی از صحنه‌ها، مریسا ناگهان از سر خونریزی می‌کند. «دیگری» به او می‌گوید که موجوداتشان نمی‌توانند هم‌زمان در دو بدن بمانند. پیش از آنکه مریسا کاملاً بی‌هوش شود، از امی/دیگری می‌خواهد که مانند او در فیلم بمیرد تا به‌راستی در فیلم جاودانه شود. امی، از بدن بی‌جان مریسا فیلم می‌گیرد که در آتش می‌سوزد. فیلم Two of Everything هرگز به پایان نمی‌رسد.
پس از اینکه بازیکن سوزاندن مریسا را تماشا می‌کند، شبکه کلیپ‌ها به‌تدریج محو می‌شود و چهره «یکی» نمایان می‌شود. او به بازیکن می‌گوید: «من حالا بخشی از تو هستم»، که نشان می‌دهد بازیکن میزبان جدید او شده است.